# つりがね洞

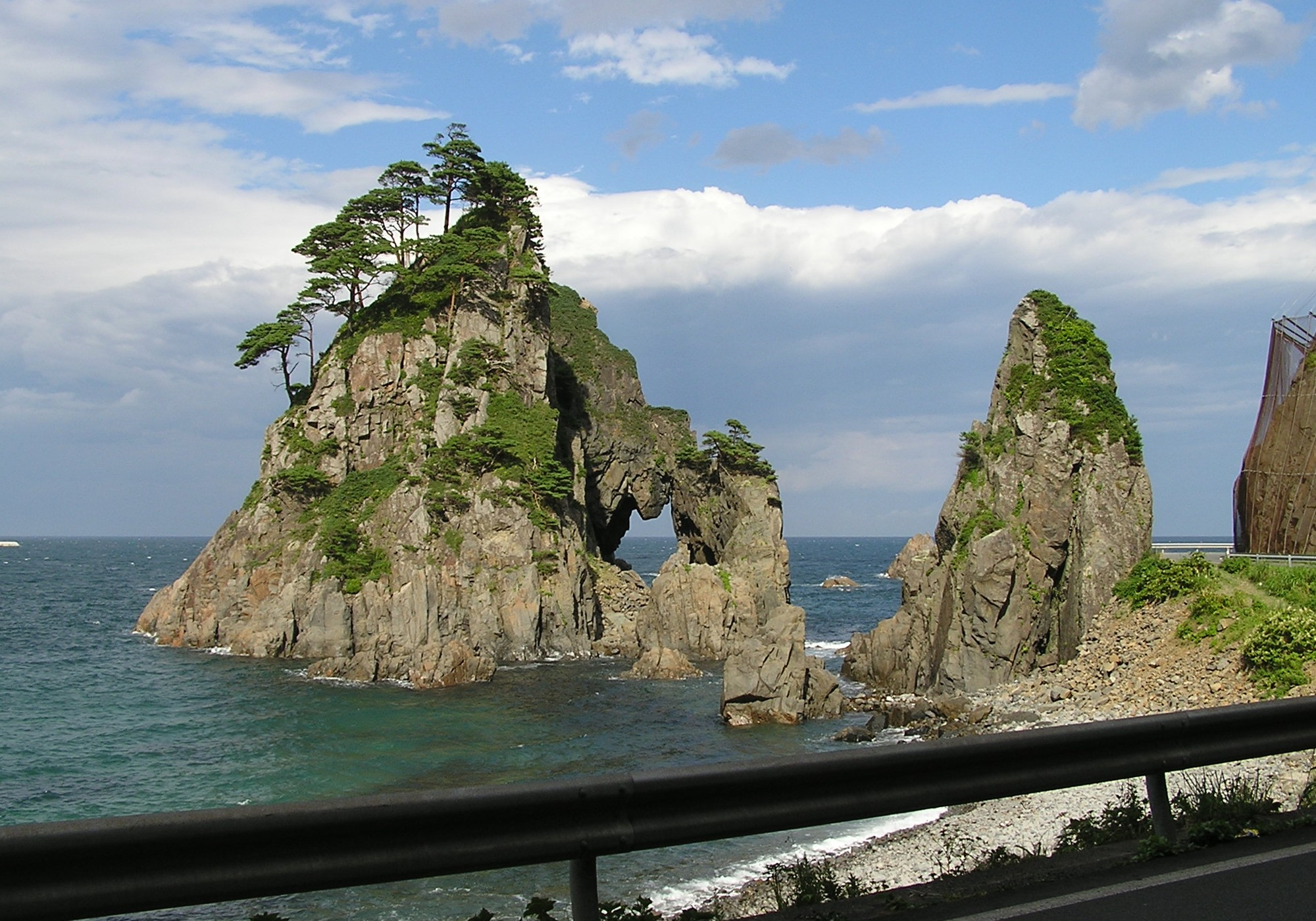
つりがね洞（2004年8月）

つりがね洞（つりがねどう）は、岩手県久慈市三陸復興国立公園小袖海岸にある名所のひとつ。

## 概要
つりがね洞という名称は、1896年（明治29年）の明治三陸地震による三陸大津波で崩壊する以前、洞穴の天井から釣り鐘の形をした岩がぶら下がっていたことにちなむ。現在は残った空洞がシンボルとなっている。2011年（平成23年）の東日本大震災でも大きな津波に見舞われたものの、つりがね洞周辺の景観に大きな被害はなかった。毎年6月の夏至を挟んだ約3週間のみ、日の出の光が穴を通る。
夫婦で来世にいく際、この地で落ち合い、釣り鐘を鳴らしてから極楽浄土に行くと言い伝えられていた。つりがね洞に隣接し、浄土ヶ浜（岩手県宮古市の浄土ヶ浜とは別）がある。